# Nikólaos Moraïtis
Nikólaos Moraïtis (grec moderne : Νικόλαος Μωραΐτης), né le 29 août 1957, est un homme politique grec.

## Biographie
Aux élections législatives grecques de janvier 2015, il est élu député au Parlement grec sur la liste du Parti communiste de Grèce dans la circonscription de l'Étolie-Acarnanie.